# Xenochlorodes minor
Xenochlorodes minor là một loài bướm đêm trong họ Geometridae.